# 突觸後電位
突觸後電位（英語：Postsynaptic potentials）是化學突觸的突觸後末端的膜電位的變化。突觸後電位是階梯電位，儘管其功能是引發或抑制動作電位，但不應與動作電位混淆。它們是由突觸前神經元將神經遞質從軸突末梢的末端釋放到突觸間隙中引起的。神經遞質與突觸後末端的受體結合，在神經肌肉接點的情況下，可能是神經元或肌細胞。這些被統稱為突觸後受體，因為它們在突觸後細胞的膜上。

## 外部連結
- 醫學主題詞表（MeSH）：Postsynaptic+Potentials